# Phare de Lahaina
Le phare de Lahaina est un phare  des États-Unis qui est situé dans la ville de Lahaina (Comté de Maui)  à l'ouest de Maui, l'une des îles de l'archipel d'Hawaï. 
Ce phare est géré par l'United States Coast Guard et la Lahaina Restauration Foundation en assure l'entretien.

## Histoire
Le port de Lahaina était un port de choix pour les navires de pêche à la baleine du monde entier entre 1820 et 1860. Le roi Kamehameha III y a établi un premier phare en 1840, qui fut le premier d'Hawai. Un deuxième, puis un troisième phare furent établis en 1866. En raison de sa déficience, un phare de remplacement fut construit en 1905. C'était une tour pyramidale à ossature bois de 16,5 m, avec un local fermé sur le dessus surmonté de la lanterne équipée d'une lentille de Fresnel.

## Description
En 1917, le phare est repris par l'US Coast Guard et restructuré. L'ossature bois est recouverte de béton et sa lumière est automatisée. En 1937, il est alimenté à l'électricité et maintenant à l'énergie solaire.
C'est une tour en béton de 12 m sur la digue du port. Elle est peinte en blanc et possède un escalier extérieur pour se rendre sur la galerie de la lanterne. Il émet, à une hauteur focale de 13,5 m, un éclat rouge toutes les 6 secondes. Sa portée nominale est de 7 milles nautiques (environ 13 km).
Identifiant : ARLHS : HAW-020  - Amirauté : G7266 - USCG : 6-28460 .

## Caractéristique duFeu maritime
Fréquence : 6 secondes (R)
- Lumière : 0,6 seconde
- Obscurité : 5,4 secondes